# Jezero (krater)
Jezero je udarni krater na Marsu, ki se nahaja v kvadrantu Syrtis Major na koordinatah 18°51′18″N 77°31′08″E / 18.855°N 77.519°E Njegov premer je približno 49 km, za astronome pa je zanimiv zato, ker vsebuje glinaste usedline, odložene v obliki pahljačaste rečne delte. Poimenovan je bil po enem od krajev s tem imenom v Bosni in Hercegovini.

## Geologija
Na podlagi podatkov, ki jih je poslala sonda odprave Mars Express, so v kraterju in okolici zaznali glinene minerale. Kasneje so to potrdili tudi podatki s sonde Mars Reconnaissance Orbiter. Ilovica nastaja v prisotnosti vode, zato sklepajo, da je bila nekoč na tem območju stalna voda. Poleg tega je slikanje površja razkrilo mrežo šestkotnikov, tak vzorec pa nastane, ko se glina izsuši. Glede na pričakovano globino kraterja take velikosti so v njem naloženi sedimenti v globini enega kilometra. Glede na obseg sedimentacije in velikost delte nadalje sklepajo, da je bila voda prisotna v obdobju enega do deset milijonov let.
Zaradi teh značilnosti kraterju posveča veliko pozornosti NASA pri načrtovanju vesoljskih odprav, saj bi lahko bili pogoji, ki so nekoč vladali na tem območju, primerni za razvoj življenja na Marsu. Kot možno mesto za pristanek je bil omenjen že med načrtovanjem odprave Mars Science Laboratory (izstreljen 2011), leta 2018 pa ga je agencija izbrala kot cilj za novo robotsko odpravo, Mars 2020. Ta odprava naj bi z Marsa prinesla vzorce kamnin.
18. februarja 2021 je v Jezeru uspešno pristalo robotsko vozilo Perseverance (Vztrajnost), ki bo po načrtu vsaj eno marsovsko leto preučevalo površje.